# Emarginula retecosa
Emarginula retecosa là một loài ốc biển, là động vật thân mềm chân bụng sống ở biển thuộc họ Fissurellidae.